# Faux mélange

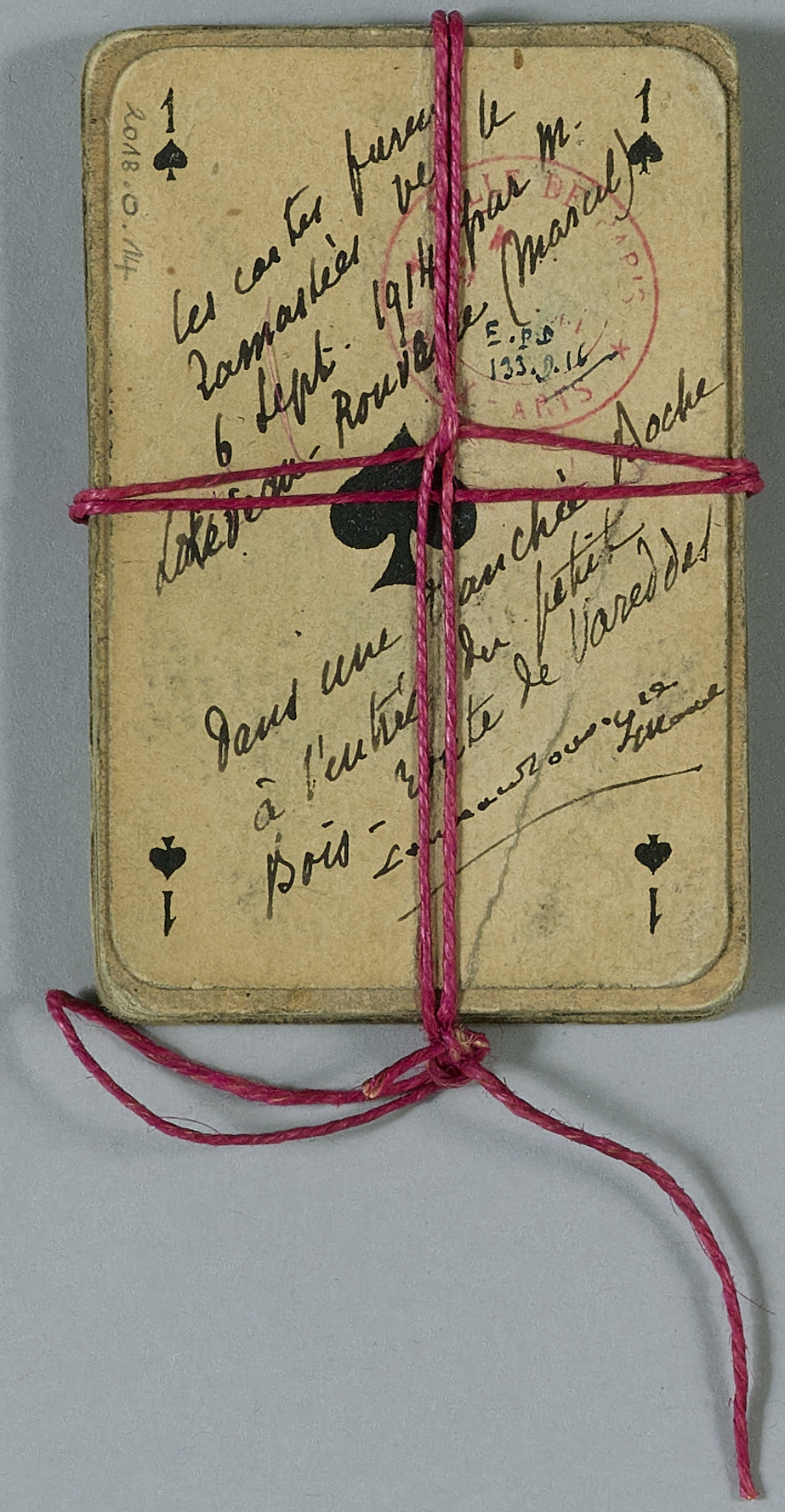
Un paquet de cartes.

Le faux mélange est une technique de prestidigitation ou de triche qui consiste à faire semblant de mélanger un paquet de cartes pour, par exemple, faire croire à l'interlocuteur ou spectateur que la carte choisie est tirée au hasard,.
Il est possible d'effectuer des faux mélanges sur tout type de mélange (américain, français, hindou, etc.).